# Betty Chung
Betty Chung (chino: 鍾玲玲  otro nombre en chino: 鍾昭薇 nacida en 1947) es una excantante hongkonesa, fue muy popular durante las décadas de los años 1960 y 1970. Ella canta en inglés y mandarín.

## Biografía y carrera
Betty Chung nació en Hong Kong. En 1963, ganó en un concurso de canto a la edad de 16 años. Ella apareció en varios spots comerciales publicitarios de televisión, en programas de TVB y películas. Su inglés es impecable y no tiene acento. Chung dejó Hong Kong y el mundo del espectáculo en la década de los años 1980. Se casó con el famoso compositor Chris Babida (chino: 鮑比達), pero luego se divorció. Ella tiene un hijo y reside en California, Estados Unidos.

## Filmografía
- 1973: Enter the Dragon 龍爭虎鬥

## Discografía
- 1966： 《A Go Go》
- 1967： 《愛情鐘 Bell A Go Go》
- 1967： 《假惺惺 Let's Pretend》[1]
- 1968： 《紅鸞星動》OST
- 1968： 《I Want Action》
- 1968： 《迷你，迷你 Mini Mini》
- 1968： 《野火 Wild Flame》
- 1969： 《聖誕快樂 Merry Christmas》
- 1969： 《我祝福他 Massachusetts》
- 1969： 《桃李春風 Dark Semester》OST[2][3]
- 1969： 《春火 My Son》OST[4][5]
- 1969： 《慾燄狂流 Torrent of Desire》OST[6][7]
- 1970： 《情感的債 One Day》
- 1970： 《浪子之歌 The Lark》
- 1970： 《蝴蝶飛 The Butterfly》
- 1970： 《迷你小姐 Mini-Midi-Maxi Girl》
- 1971： 《愛情故事 Love Story》
- 1974： 《Betty Chung》
- 1976： 《Peter Pan 小飛俠》Hong Kong version OST[8]
- 1977： 《心有千千結》OST[9]
- 1977： 《大家姐與大狂魔》電影原聲帶 (好市唱片)
- 2005： 《百代百年系列7：西洋風（一）大江東去》

## Commerciales
- China Paint "Flower Song" 1974[10]

## TV presentaciones
- Enjoy Yourself Tonight 歡樂今宵 (TVB)
- 1st Hong Kong Gold Disc Award Presentation 第一屆香港金唱片頒獎典禮 1977  (TVB)
- Miss Hong Kong 1977 (1977年度香港小姐競選) (TVB)
- Where Are They Now? (TVB) 2006 (TVB)